# Cativelos
Cativelos ist eine Gemeinde im Kreis Gouveia in Portugal. Sie liegt am Tal des höchsten Gebirges des Festlandes, der Serra da Estrela (port. Stern-Gebirge).

## Gemeindefeste
- 20. Januar: Fest des S. Sebastião[3]
- 25. April: Fest des S. Marcos[3]